# Henryk Szletyński

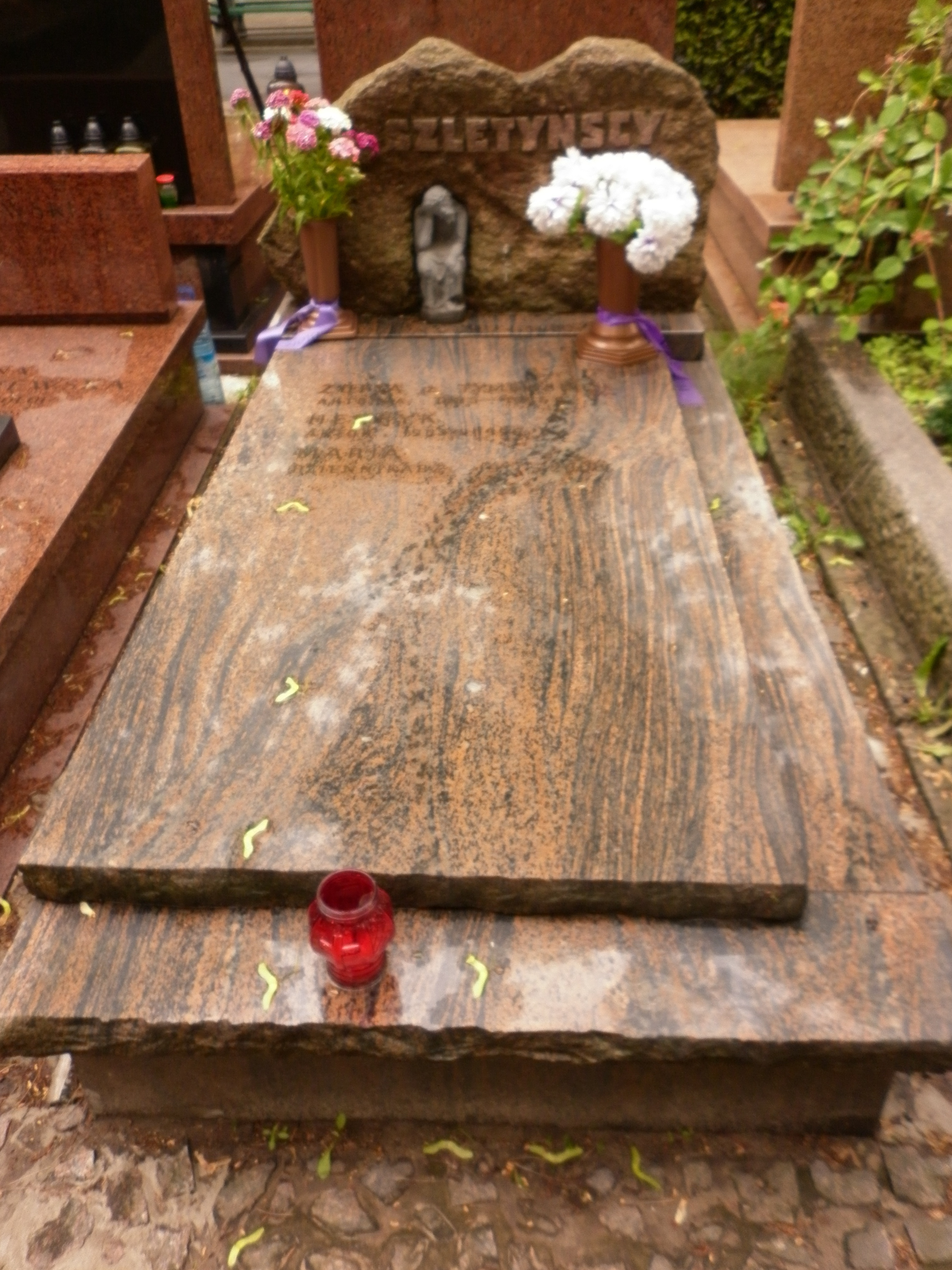
Grób Zofii i Henryka Szletyńskich

Henryk Szletyński, właśc. Henryk Homel (ur. 27 lutego 1903 w Homlu, zm. 15 września 1996 w Konstancinie-Jeziornie) – polski aktor i reżyser filmowy i teatralny, pedagog.

## Życiorys
Syn Maksymiliana Majera Szletyńskiego-Cukra i Zofii Babinowicz. Poza twórczością artystyczną zajmował się teorią sztuki i pedagogiką teatralną. Przed II wojną światową występował m.in. w teatrach w Kaliszu, Łodzi i Lwowie. 
Podczas II wojny św. pracował zawodowo poza teatrem, a po jej zakończeniu włączył się do życia artystycznego. W latach 1943–1948 należał do PPR, od 1948 roku należał do PZPR.
Był między innymi aktorem warszawskiego Teatru Powszechnego (od 1955) i Teatru Narodowego (1959–1973). Wcześniej występował we Wrocławiu i Krakowie. Wykładał na warszawskiej Akademii Teatralnej im. Aleksandra Zelwerowicza (od 1956). Opublikował kilkaset prac teoretycznych. 
W latach 1959–1961: prezes SPATIF-ZASP. Pełnił również funkcję prezesa ZASP-u utworzonego w grudniu 1983 r. przez władze po rozwiązaniu poprzedniej organizacji za współtworzenie bojkotu mediów państwowych przez środowiska artystyczne po wprowadzeniu stanu wojennego. 
W 1983 wybrany w skład Krajowej Rady Towarzystwa Przyjaźni Polsko-Radzieckiej.
Zmarł w 1996, pochowany został na Cmentarzu Wojskowym na Powązkach w Warszawie (A3 tuje-2-19).
Był mężem aktorki Zofii Tymowskiej-Szletyńskiej (1905–1996).

## Odznaczenia
- Order Sztandaru Pracy I klasy (1988),
- Krzyż Komandorski z Gwiazdą Orderu Odrodzenia Polski (1984),
- Order Sztandaru Pracy II klasy (1959)[1],
- Krzyż Oficerski Orderu Odrodzenia Polski (15 lipca 1954)[3],
- Złoty Krzyż Zasługi (19 kwietnia 1956)[4],
- Medal 40-lecia Polski Ludowej (1984),
- Medal 10-lecia Polski Ludowej (28 stycznia 1955)[5],
- Srebrny Medal „Siły Zbrojne w Służbie Ojczyzny” (1985),
- Medal im. Ludwika Waryńskiego (1986)[6],
- Odznaka honorowa „Za Zasługi dla Warszawy” (1966),
- Odznaka Budowniczego Wrocławia (1970).

## Wybrana filmografia
- Krach operacji „Terror” (1980) – jako brytyjski premier
- Marysia i Napoleon (1966) – jako Józef Wybicki
- Smarkula (1963) – jako dyrektor